# Cossidopsyche
Cossidopsyche is een geslacht van vlinders uit de familie van de zakjesdragers (Psychidae). De wetenschappelijke naam van het geslacht werd voor het eerst geldig gepubliceerd in 2009 door Thomas Sobczyk.
De typesoort van het geslacht is Cossidopsyche perlucida Sobczyk, 2009
Het geslacht is monotypisch en omvat slechts de soort:
- Cossidopsyche perlucida Sobczyk, 2009